# 九陰真経
『九陰真経』（きゅういんしんきょう／きゅういんしんけい）は、金庸の武俠小説である射鵰三部作（『射鵰英雄伝』、『神鵰剣俠』、『倚天屠龍記』）に共通して登場する架空の武術の秘伝書。これを得たものは、江湖で最強になれると言われ、これを巡って多くの血が流された。なお、「九陰」とは「陰」の気が盛んなこと。すなわち、強力な「陰」の気がついには「陽」を打ち倒すことを示している。この場合の「陰」とは「陽」、すなわち「剛」に対する「柔」という意味合いで、とりたてて邪悪な力について記述してあるというわけでない。
類似品に、達磨が作成したとされる『九陽真経』が存在する。

## 成立
徽宗皇帝のころ、黄裳（1044年 - 1130年）という人物がいた。彼は道教についての書物を編纂しているうち、武術の達人となってしまう。当時、明教の教徒が反乱を起こしていたのであるが、黄裳もこれの鎮圧に参加。しかし、明教の武術家は手ごわく、かなりの苦戦を強いられ、官軍はついには敗北してしまう。そこで、黄裳は明教の達人に挑戦し、幾人かを打ち負かしたものの多勢に無勢で、ついには負傷の末敗走する。それでもおさまらない明教側は黄裳の家族を探し出して皆殺しにしてしまう。傷を癒し仇をとるため、黄裳は山に篭り、ありとあらゆる武術を破る方法を研鑽し、ついに無敵の武術を身に着けた。
ようやく山を降りた黄裳であったが、不思議なことにかつての強敵たちは姿を消してしまっていた。というのも、黄裳が山にこもり始めてから、気づかないうちに40年もの時間が経過していたのである。天下無敵となったとは言え、目的だった敵が死んでしまっているのではどうしようもなく、黄裳は自分のやってきたことにむなしさを感じる。
もはや無用の長物となった武術であるが、これを破棄してしまうのはどうにも心残りだった黄裳は、自分の得た武術の全てを書き残した。これが『九陰真経』である。

## 内容
上巻には内功の方法と武術の基礎が、下巻には具体的に相手を倒す武術の方法が記載されている。このうち、上巻の終わりごろに、「九陰神功」と呼ばれる内功の奥義が記載されており、特に重要度が高い。そのため、解読ができないように梵語で記載されている。
また、下巻のみを習得する場合、もっとも重要な内功の部分が欠けるため魔道に堕ちてしまう危険性が高く、また気の流れを損ない、廃人となる恐れすらある。

## 九陰真経の変遷
一度、黄裳の死に伴い紛失してしまう。しかし、1180年ごろ、ふたたび発見され、『九陰真経』を巡って多くの武道家が戦い、死んでいった。そのため、華山論剣と呼ばれる会談が開かれ、天下で一番優れた武術をもつ人間に『九陰真経』が与えられることとなった。このとき優勝したのが全真教の王重陽（1112年-1170年）である。『九陰真経』を手に入れたとはいえ、王重陽は同時に『九陰真経』を巡る争いから、二度と争いが起こらないようにと、『九陰真経』を破棄しようとしたが、どうしても天下一の武術が失われることが耐えられず、自分は習得せず、誰にも見せず保管していた。そして、王重陽亡き後、ふたたび『九陰真経』をめぐり江湖で争いが繰り広げられる（『射鵰英雄伝』）。
その争いの中、『九陰真経』の原本は上下巻ともに周伯通によって破棄。ただ、内容は郭靖、黄蓉、周伯通らが暗記していたため、失われてはいなかった。また、楊過らも古墓で『九陰真経』の断片を発見し、一部ではあるが習得している（『神鵰剣俠』）
それから時は流れ、元末から明の始め頃には九陰真経は江湖から姿を消していた。郭襄の孫弟子にあたる峨嵋派の滅絶師太によれば、郭靖は弟子に『九陰真経』を伝えたのだが、難しすぎて誰も習得ができなかったと言う。しかし、作中では倚天剣に隠されていた『九陰真経』が発見されるとともに、楊過の子孫であると思われる「黄衫の女」が『九陰真経』の技を使用している（『倚天屠龍記』）。

## 誤訳問題
徳間書店から出版されている『倚天屠龍記』の日本語訳において、『九陰真経』と『九陽真経』を取り違える誤訳が存在する。詳細については「倚天屠龍記における誤訳」を参照。
また、一般的に日本語では「経典」の「経」を「きょう」と呉音読みするのは仏教関連の「経」に限られているため、漢音で「きゅういんしんけい」と読むほうが一般的な読み。